# Juan Antonio Carrillo Salcedo
Juan Antonio Carrillo Salcedo (Morón de la Frontera, provincia de Sevilla, 1934 - Sevilla, 19 de enero de 2013) fue un jurista español de Derecho Internacional de acreditado prestigio nacional e internacional. Discípulo del maestro de internacionalistas Antonio Truyol y Serra, el Profesor Carrillo dedicó su vida al ejercicio de la docencia y la investigación universitarias, impartiendo su magisterio en las Universidades de Sevilla, Granada y Autónoma de Madrid. 

## Biografía
Como iusinternacionalista se especializó en el Derecho Internacional de los Derechos Humanos.
En calidad de jurista de reconocido prestigio fue nombrado Juez del Tribunal Europeo de Derechos Humanos (TEDH) de Estrasburgo en el año 1986, cargo al que renunció en 1990 para dedicarse exclusivamente a la Universidad. 
El Profesor Carrillo fue el único español miembro de la Comisión Internacional de Juristas, organización de la que forman parte algunos de los iusinternacionalistas más prestigiosos del mundo. Asimismo, Carrillo fue uno de los dieciséis miembros del Curatorium de la afamada Academia de Derecho Internacional de La Haya hasta 2012 y el primer español que obtuvo el prestigioso Diploma de Derecho Internacional de dicha Academia. 
Fue investido doctor honoris causa por la Universidad Carlos III de Madrid (2003), por la Universidad de Córdoba (10/02/2005) y por la Universidad de Málaga (octubre de 2007).
Fundó el IES Juan Antonio Carrillo Salcedo.
Carrillo fue miembro titular del Instituto de Derecho Internacional de Ginebra y miembro de número de la Asociación Española de Profesores de Derecho Internacional y Relaciones Internacionales (AEPDIRI).
En diciembre de 2005, fue nombrado Colegiado de Honor del Iltre. Colegio de Abogados de Lucena. En 2009 es nombrado Hijo Predilecto de Andalucía
En su localidad natal uno de los institutos de educación secundaria lleva su nombre.

## Academias
Fue miembro académico correspondiente de la Real Academia de Ciencias Morales y Políticas.

## Obras
- Globalización y orden internacional. Sevilla : Universidad, 2005
- Europe et la pêche maritime (remarques introductives). Bruxelles : Editions de l'Université de Bruxelles, 2005
- El convenio europeo de derechos humanos. Madrid : Tecnos, 2003
- La ley de extranjería a la luz de las obligaciones de España en derechos humanos, (coordinador). Madrid : Akal, D.L.2002
- La criminalización de la barbarie: la Corte Penal Internacional, [et.al.]. Madrid : Consejo General del Poder Judicial, 2000
- Dignidad frente a barbarie: la Declaración Universal de Derechos humanos, cincuenta años después. Madrid : Trotta, D.L. 1999
- Soberanía de los estados y derechos humanos en derecho internacional contemporáneo. Madrid : Tecnos, 1995
- Curso de derecho internacional público: introducción a su estructura, dinámica y funciones. Madrid : Tecnos, 1994
- El derecho internacional en perspectiva histórica. Madrid : Tecnos, 1991